# Bravicea
Bravicea è un comune della Moldavia situato nel distretto di Călărași di 3.155 abitanti al censimento del 2004